# Жюйак (Коррез)
Жюйа́к (фр. Juillac, окс. Julhac) — коммуна во Франции, находится в регионе Лимузен. Департамент — Коррез. Административный центр кантона Жюйак. Округ коммуны — Брив-ла-Гайярд.
Код INSEE коммуны — 19094.
Коммуна расположена приблизительно в 410 км к югу от Парижа, в 60 км южнее Лиможа, в 36 км к западу от Тюля.

## Население
Население коммуны на 2008 год составляло 1182 человека.
| 1962 | 1968 | 1975 | 1982 | 1990 | 1999 | 2008 |
| ---- | ---- | ---- | ---- | ---- | ---- | ---- |
| 1382 | 1452 | 1268 | 1215 | 1108 | 1088 | 1182 |

## Администрация
| Период | Период | Фамилия        | Партия                    | Примечания |
| ------ | ------ | -------------- | ------------------------- | ---------- |
| 2001   | 2008   | Эме Дави       | Союз за народное движение |            |
| 2008   |        | Тьерри Крузийя |                           |            |

## Экономика

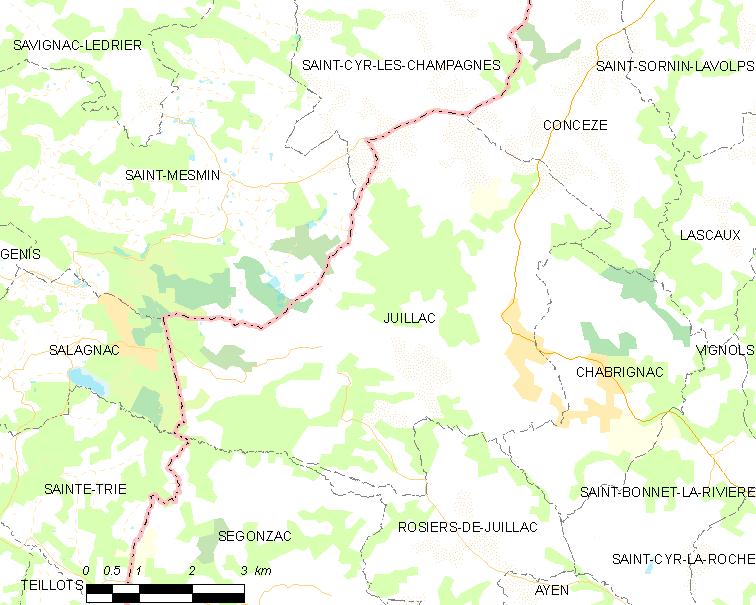
Карта коммуны

В 2007 году среди 672 человек в трудоспособном возрасте (15-64 лет) 490 были экономически активными, 182 — неактивными (показатель активности — 72,9 %, в 1999 году было 69,0 %). Из 490 активных работали 457 человек (250 мужчин и 207 женщин), безработных было 33 (12 мужчин и 21 женщина). Среди 182 неактивных 36 человек были учениками или студентами, 94 — пенсионерами, 52 были неактивными по другим причинам.

## Достопримечательности
- Усадьба Миракль (Усадьба чудес; XIII век). Памятник истории с 1976 года[3]
- Руины замка (XV век). Памятник истории с 1927 года[4]